# Ollech & Wajs
Ollech & Wajs (O&W) es una empresa relojera con sede en Zúrich, Suiza.

## Historia
En la década de 1950, Albert J. Wajs fundó la empresa como proveedor de brazaletes de acero inoxidable. En 1956, se asoció con Joseph Ollech y expandió su actividad a la fabricación de relojes de pulsera, comercializados en tiendas de Zúrich. La firma también ofrecía sus relojes mediante venta por catálogo desde Suiza mediante anuncios en revistas a clientes de Estados Unidos y el Reino Unido.
La empresa se especializó en relojes militares mecánicos automáticos y de cuerda manual, así como en relojes de buceo. Se vendieron en los economatos de las bases militares estadounidenses durante la década de 1960. Así, el reloj militar M 65 de la empresa se hizo popular entre los soldados estadounidenses. La época de la guerra de Vietnam marcó un máximo histórico en ventas. El remanente de los componentes del reloj Breitling Navitimer se utilizó para producir piezas de estilo cronómetro propias de Ollech & Wajs, vendidas bajo el nombre de "Aviation". Durante la primera temporada de la serie de televisión británica Los profesionales de la década de 1970, los actores Martin Shaw y Lewis Collins lucían lo que parecen ser relojes de pulsera Ollech & Wajs "Caribbean 1000", resistentes al agua hasta profundidades de 1000 m.
Finalmente, la firma dejó de producir sus modelos OW a principios de la década de 1980, aunque continuó con los cronógrafos "Aviation". En la década de 1990, la empresa reanudó su actividad bajo el nombre de "A.I. Wajs", y posteriormente, OW. Se introdujeron con éxito nuevos modelos, como el reloj de buceo M4 y el cronógrafo Mirage Valjoux 7750.
En 2006, un coleccionista de OW se convirtió en el distribuidor de la marca para el mercado francés, y en 2017, Albert J. Wajs le cedió la empresa.
En 2019, la marca resurgió con el lanzamiento de los modelos piloto OW P-101 y OW P-104. En 2021, la empresa lanzó el modelo OW 350CI, creado para adaptarse al diseño de las antiguas motocicletas militares suizas Condor A350.